# Mistrzostwa Azji w Rugby 7 Mężczyzn 2022
Mistrzostwa Azji w Rugby 7 Mężczyzn 2022 (Asia Rugby Sevens Series 2022) – dwunaste mistrzostwa Azji w rugby 7 mężczyzn, oficjalne międzynarodowe zawody rugby 7 o randze mistrzostw kontynentu organizowane przez Asia Rugby mające na celu wyłonienie najlepszej męskiej reprezentacji narodowej w tej dyscyplinie sportu w Azji. Zostały rozegrane w formie trzech rankingowych turniejów rozegranych wraz z zawodami kobiet pomiędzy 22 października a 27 listopada 2022 roku.
Bezapelacyjnie najlepsza w całym sezonie była reprezentacja Hongkongu, która triumfowała we wszystkich trzech turniejach. Najwięcej punktów w sezonie zdobył Chińczyk Shan Changshun, zaś w klasyfikacji przyłożeń z jedenastoma zwyciężył reprezentant Hongkongu Sebastian Brien.

## Informacje ogólne
W walce o tytuł mistrzowski wzięło udział osiem zespołów, a cykl składał się z trzech rankingowych turniejów. Mistrzem Azji została drużyna, która po rozegraniu trzech rankingowych turniejów – w Bangkoku, Inczon i Al-Ajn – zgromadziła najwięcej punktów, które były przyznawane za zajmowane w nich miejsca. W przypadku tej samej liczby punktów w klasyfikacji generalnej lokaty zainteresowanych drużyn były ustalane kolejno na podstawie:
- wyników spotkań pomiędzy zainteresowanymi drużynami;
- lepszego bilansu punktów zdobytych i straconych w tych spotkaniach;
- lepszego bilansu punktów zdobytych i straconych we wszystkich spotkaniach sezonu;
- lepszego bilansu przyłożeń zdobytych i straconych we wszystkich spotkaniach sezonu;
- większej liczby zdobytych punktów we wszystkich spotkaniach sezonu;
- większej liczby zdobytych przyłożeń we wszystkich spotkaniach sezonu;
- rzutu monetą.

| Miejsce | Punkty |
| ------- | ------ |
| 1       | 12     |
| 2       | 10     |
| 3       | 8      |
| 4       | 7      |
| 5       | 5      |
| 6       | 4      |
| 7       | 2      |
| 8       | 1      |

W każdych zawodach drużyny rywalizowały w pierwszym dniu systemem kołowym w ramach dwóch czterozespołowych grup, po czym po dwie czołowe z każdej z nich awansowały do półfinałów, a pozostała czwórka zmierzyła się w walce o Plate.  W fazie grupowej spotkania toczone były bez ewentualnej dogrywki, za zwycięstwo, remis i porażkę przysługiwały odpowiednio cztery, dwa i jeden punkt, brak punktów natomiast za nieprzystąpienie do meczu. Przy ustalaniu rankingu po fazie grupowej w przypadku tej samej liczby punktów lokaty zespołów były ustalane kolejno na podstawie:
- wyniku meczu pomiędzy zainteresowanymi drużynami;
- lepszego bilansu punktów zdobytych i straconych;
- lepszego bilansu przyłożeń zdobytych i straconych;
- większej liczby zdobytych punktów;
- większej liczby zdobytych przyłożeń;
- rzutu monetą.

W przypadku remisu w fazie pucharowej organizowana była dogrywka składająca się z dwóch pięciominutowych części, z uwzględnieniem reguły nagłej śmierci. Wszystkie mecze, także finałowe, składały się z dwóch siedmiominutowych części.
Przystępujące do turnieju reprezentacje mogły liczyć maksymalnie dwunastu zawodników. Rozstawienie w każdych zawodach następowało na podstawie wyników poprzedniego turnieju, a w przypadku pierwszych zawodów – na podstawie rankingu z poprzedniego roku.
W cyklu miało wziąć siedem czołowych zespołów z ubiegłego sezonu oraz zwycięzca zaplanowanych na koniec listopada 2021 roku kwalifikacji. Zostały one przełożone na marzec 2022 roku, zatem obsada mistrzostw pozostała bez zmian. Z uwagi na zawieszenie w prawach członka Asia Rugby w pierwszych zawodach ostatecznie nie wystartowała Sri Lanka, zespół ten powrócił do rozgrywek w kolejnym turnieju.

## Turnieje

### Thailand Sevens 2022
| Miejsce | Reprezentacja                |
| ------- | ---------------------------- |
| 1       | Hongkong                     |
| 2       | Japonia                      |
| 3       | Korea Południowa             |
| 4       | Zjednoczone Emiraty Arabskie |
| 5       | Chiny                        |
| 6       | Filipiny                     |
| 7       | Malezja                      |

|  |                              |                              |           |                   |    |          |          |       |
|  | Półfinały                    | Półfinały                    | Półfinały |                   |    | Finał    | Finał    | Finał |
|  | Półfinały                    | Półfinały                    | Półfinały |                   |    | Finał    | Finał    | Finał |
|  |                              |                              |           |                   |    |          |          |       |
|  |                              |                              |           |                   |    |          |          |       |
|  | Hongkong                     | Hongkong                     | 26        |                   |    |          |          |       |
|  | Hongkong                     | Hongkong                     | 26        |                   |    |          |          |       |
|  | Korea Południowa             | Korea Południowa             | 0         |                   |    |          |          |       |
|  | Korea Południowa             | Korea Południowa             | 0         |                   |    | Hongkong | Hongkong | 36    |
|  |                              |                              |           |                   |    | Hongkong | Hongkong | 36    |
|  |                              |                              | Japonia   | Japonia           | 19 |          |          |       |
|  | Zjednoczone Emiraty Arabskie | Zjednoczone Emiraty Arabskie | Japonia   | Japonia           | 19 | 5        |          |       |
|  | Zjednoczone Emiraty Arabskie | Zjednoczone Emiraty Arabskie |           |                   |    |          |          |       |
|  | Japonia                      | Japonia                      | 19        |                   |    |          |          |       |
|  | Japonia                      | Japonia                      | 19        | Mecz o 3. miejsce |    |          |          |       |
|  |                              |                              |           |                   |    |          |          |       |
|  |                              |                              |           |                   |    |          |          |       |
|  |                              |                              |           |                   |    |          |          |       |
|  | Korea Południowa             | Korea Południowa             | 31        |                   |    |          |          |       |
|  | Korea Południowa             | Korea Południowa             | 31        |                   |    |          |          |       |
|  | Zjednoczone Emiraty Arabskie | Zjednoczone Emiraty Arabskie | 0         |                   |    |          |          |       |
|  | Zjednoczone Emiraty Arabskie | Zjednoczone Emiraty Arabskie | 0         |                   |    |          |          |       |

### Korea Sevens 2022
| Miejsce | Reprezentacja                |
| ------- | ---------------------------- |
| 1       | Hongkong                     |
| 2       | Korea Południowa             |
| 3       | Filipiny                     |
| 4       | Sri Lanka                    |
| 5       | Chiny                        |
| 6       | Zjednoczone Emiraty Arabskie |
| 7       | Japonia                      |
| 8       | Malezja                      |

|  |                  |                  |                  |                   |    |          |          |       |
|  | Półfinały        | Półfinały        | Półfinały        |                   |    | Finał    | Finał    | Finał |
|  | Półfinały        | Półfinały        | Półfinały        |                   |    | Finał    | Finał    | Finał |
|  |                  |                  |                  |                   |    |          |          |       |
|  |                  |                  |                  |                   |    |          |          |       |
|  | Hongkong         | Hongkong         | 17               |                   |    |          |          |       |
|  | Hongkong         | Hongkong         | 17               |                   |    |          |          |       |
|  | Filipiny         | Filipiny         | 0                |                   |    |          |          |       |
|  | Filipiny         | Filipiny         | 0                |                   |    | Hongkong | Hongkong | 19    |
|  |                  |                  |                  |                   |    | Hongkong | Hongkong | 19    |
|  |                  |                  | Korea Południowa | Korea Południowa  | 12 |          |          |       |
|  | Sri Lanka        | Sri Lanka        | Korea Południowa | Korea Południowa  | 12 | 14       |          |       |
|  | Sri Lanka        | Sri Lanka        |                  |                   |    |          |          |       |
|  | Korea Południowa | Korea Południowa | 31               |                   |    |          |          |       |
|  | Korea Południowa | Korea Południowa | 31               | Mecz o 3. miejsce |    |          |          |       |
|  |                  |                  |                  |                   |    |          |          |       |
|  |                  |                  |                  |                   |    |          |          |       |
|  |                  |                  |                  |                   |    |          |          |       |
|  | Filipiny         | Filipiny         | 24               |                   |    |          |          |       |
|  | Filipiny         | Filipiny         | 24               |                   |    |          |          |       |
|  | Sri Lanka        | Sri Lanka        | 7                |                   |    |          |          |       |
|  | Sri Lanka        | Sri Lanka        | 7                |                   |    |          |          |       |

### UAE Sevens 2022
| Miejsce | Reprezentacja                |
| ------- | ---------------------------- |
| 1       | Hongkong                     |
| 2       | Zjednoczone Emiraty Arabskie |
| 3       | Japonia                      |
| 4       | Chiny                        |
| 5       | Filipiny                     |
| 6       | Korea Południowa             |
| 7       | Sri Lanka                    |
| 8       | Malezja                      |

|  |                              |                              |                              |                              |   |          |          |       |
|  | Półfinały                    | Półfinały                    | Półfinały                    |                              |   | Finał    | Finał    | Finał |
|  | Półfinały                    | Półfinały                    | Półfinały                    |                              |   | Finał    | Finał    | Finał |
|  |                              |                              |                              |                              |   |          |          |       |
|  |                              |                              |                              |                              |   |          |          |       |
|  | Hongkong                     | Hongkong                     | 33                           |                              |   |          |          |       |
|  | Hongkong                     | Hongkong                     | 33                           |                              |   |          |          |       |
|  | Japonia                      | Japonia                      | 7                            |                              |   |          |          |       |
|  | Japonia                      | Japonia                      | 7                            |                              |   | Hongkong | Hongkong | 21    |
|  |                              |                              |                              |                              |   | Hongkong | Hongkong | 21    |
|  |                              |                              | Zjednoczone Emiraty Arabskie | Zjednoczone Emiraty Arabskie | 5 |          |          |       |
|  | Chiny                        | Chiny                        | Zjednoczone Emiraty Arabskie | Zjednoczone Emiraty Arabskie | 5 | 21       |          |       |
|  | Chiny                        | Chiny                        |                              |                              |   |          |          |       |
|  | Zjednoczone Emiraty Arabskie | Zjednoczone Emiraty Arabskie | 26                           |                              |   |          |          |       |
|  | Zjednoczone Emiraty Arabskie | Zjednoczone Emiraty Arabskie | 26                           | Mecz o 3. miejsce            |   |          |          |       |
|  |                              |                              |                              |                              |   |          |          |       |
|  |                              |                              |                              |                              |   |          |          |       |
|  |                              |                              |                              |                              |   |          |          |       |
|  | Japonia                      | Japonia                      | 33                           |                              |   |          |          |       |
|  | Japonia                      | Japonia                      | 33                           |                              |   |          |          |       |
|  | Chiny                        | Chiny                        | 21                           |                              |   |          |          |       |
|  | Chiny                        | Chiny                        | 21                           |                              |   |          |          |       |

## Klasyfikacja generalna
| Miejsce | Reprezentacja                | Punkty | Punkty | Punkty | Punkty |
| Miejsce | Reprezentacja                | THA    | KOR    | UAE    | Ogółem |
| ------- | ---------------------------- | ------ | ------ | ------ | ------ |
| 1       | Hongkong                     | 12     | 12     | 12     | 36     |
| 2       | Korea Południowa             | 8      | 10     | 4      | 22     |
| 3       | Zjednoczone Emiraty Arabskie | 7      | 4      | 10     | 21     |
| 4       | Japonia                      | 10     | 2      | 8      | 20     |
| 5       | Chiny                        | 5      | 5      | 7      | 17     |
| 6       | Filipiny                     | 4      | 8      | 5      | 17     |
| 7       | Sri Lanka                    | –      | 7      | 2      | 9      |
| 8       | Malezja                      | 2      | 1      | 1      | 4      |